# Estrinia octospinosa
Estrinia octospinosa är en insektsart som beskrevs av Jin, Xingbao 1992. Estrinia octospinosa ingår i släktet Estrinia och familjen vårtbitare. Inga underarter finns listade i Catalogue of Life.